# Banyusri (Banjar)
Banyusri is een bestuurslaag in het regentschap Buleleng van de provincie Bali, Indonesië. Banyusri telt 1595 inwoners (volkstelling 2010).